# 李資謙
李資謙（：／ Yi Ja-gyeom，？—1126年12月），朝鲜高麗王朝外戚，政治家、軍人。李資謙是高麗睿宗的國舅、順德王后李氏的父親，也是高麗仁宗的外祖父。爵邵城郡伯，邵城侯，漢陽公，朝鮮國公。歷任參知政事、尙書左僕射、開府儀同三司、守司徒、中書侍郎、同中書門下平章事等要職。